# نظيرات الصيفرية
نظيرات الصيفرية (الاسم العلمي: Flavobacteriaceae) هي فصيلة من البكتيريا تتبع رتبة الصيفريات من طائفة الصيفرانية.

## التصنيف
- الصيفرية
- الذيهبية
- الليفينهوكيلة
- البرغييلة